# Miss Marple's Final Cases and Two Other Stories
Miss Marple's Final Cases and Two Other Stories (Os Últimos Casos de Miss Marple no Brasil, O Mistério da Estrela da Manhã ou Miss Marple Investiga, em Portugal) é uma coletânea de contos de Agatha Christie publicado pela primeira vez no Reino Unido em Outubro de 1979 pela Collins Crime Club. No Brasil foi publicado pela primeira vez em Novembro de 2011 pela L&PM Editores. Em Portugal foi publicado em 1979 pela Livros do Brasil. 
O livro contém nove histórias curtas ou contos. Além dos oito contos originais da edição britânica, a versão brasileira inclui o conto Greenshaw's Folly (A Extravagância de Greenshaw).

## Lista dos contos
- Sanctuary (Santuário)
- Strange Jest (Uma Piada Incomum)
- Tape-Measure Murder (O Caso da Fita Métrica)
- The Case of the Caretaker (O Caso da Zeladora)
- The Case of the Perfect Maid (O Caso da Criada Perfeita)
- Miss Marple Tells a Story (Miss Marple Conta uma História)
- The Dressmaker's Doll (A Boneca da Modista)
- In a Glass Darkly (Através de um Espelho Sombrio)
- Greenshaw's Folly (A Extravagância de Greenshaw)